# Estret del Príncep de Gal·les
L'estret del Príncep de Gal·les (en anglès, Prince of Wales Strait), és un estret marí localitzat a l'Arxipèlag Àrtic Canadenc. Administrativament, les seves aigües i costes pertanyen als Territoris del Nord-oest, Canadà. L'estret és una ruta alternativa pel Pas del Nord-oest.

## Geografia
L'estret del Príncep de Gal·les separa l'illa de Banks, al nord-oest, de l'Illa Victòria, al sud-est. Uneix les aigües del golf d'Amundsen, al sud-oest, amb les del Canal del Vescomte Melville, al nord-est.
Discorre en direcció SO-NE, i té una longitud total d'uns 275 km. Té dues parts, una més ampla, la més meridional, d'uns 100 km de longitud, amb una amplada a la boca del golf de Admudsen de 55 km, i una amplada mitjana de 40-50 km, que acaba a la badia interior de Deans Dundas. A partir d'aquest punt l'estret gira una mica en direcció est i s'estreny de manera considerable. Aquest tram fa uns 170 km de longitud i l'amplada mitjana és de 15-20 km, sent la mínima de només 13 km. Durant uns 9 mesos l'any l'estret es manté gelat.

## Història
El primer navegant occidental del qual es té notícies que va navegar en aquestes aigües va ser el britànic Robert McClure, que participava en una de les primeres expedicions de recerca de l'expedició perduda de Franklin, desapareguda a l'àrtic canadenc mentre buscava el pas del Nord-oest des de 1845.
La flota va partir d'Anglaterra l'11 de gener de 1850, amb Richard Collinson al capdavant i al comandament del HMS Enterprise i Robert, el seu segon al comandament, a càrrec del HMS Investigator. Durant el llarg viatge el HMS Investigator va demostrar ser molt més lent i va quedar-se enrere. Collinson, li va permetre posar-se al dia a l'estret de Magallanes, però les naus de nou es van separar en la seva navegació pel Pacífic. Collinson va esperar cinc dies a Honolulu, i a continuació, el 30 de juny va navegar cap al nord amb l'esperança d'aconseguir reunir-se a l'estret de Bering.
Collinson va optar per evitar les aigües potencialment perilloses de la cadena de les illes Aleutianes, navegant al voltant del seu extrem occidental, retardant la seva arribada al gel per un marge decisiu de dues setmanes, cosa que va permetre a McClure avançar-se. McClure havia deixat Honolulu quatre dies després que Collinson, però va navegar a través del pas Seguam, vorejant punta Barrow el 7 d'agost i aconseguint internar-se al golf d'Amundsen. Collinson va entrar a la zona gelada nou dies més tard i va buscar sense èxit un pas lliure a través de la banquisa durant dues setmanes més. Va abandonar l'intent i va optar per passar l'hivern a Hong Kong, per tornar-ho a provar el 1851, en què aconseguiria entrar.
McClure immediatament va descobrir l'estret del Príncep de Gal·les i va aconseguir navegar gran part del mateix fins a quedar completament immobilitzat pel gel. Una exploració en trineu li va permetre descobrir que l'estret connectava amb el Canal del Vescomte Melville i McClure va quedar convençut que havia descobert el Pas del Nord-oest. McClure va deixar a l'illa de Banks una anotació amb el seu èxit, datada el 21 d'abril de 1851, registre que va ser descobert el 1917 per Vilhjalmur Stefansson. El 1851 el gel bloquejava totalment l'estret del Príncep de Gal·les i McClure va decidir retrocedir i tractar de fer el tomb a l'illa de Banks per l'oest. Després de quedar atrapat el seu vaixell en el gel de la badia Mercy, l'hagué d'abandonar i després de moltes vicissituds i perills, McClure va aconseguir, amb l'ajuda d'una altra tripulació britànica, la del HMS Resolute, que buscava a Franklin des de l'est, ser el primer home a completar l'anhelada ruta del Pas del Nord-oest, després de passar quatre anys a l'àrtic.